# Sumber (Trucuk)
Sumber is een bestuurslaag in het regentschap Klaten van de provincie Midden-Java, Indonesië. Sumber telt 3403 inwoners (volkstelling 2010).